# 金剛寺 (亀岡市)

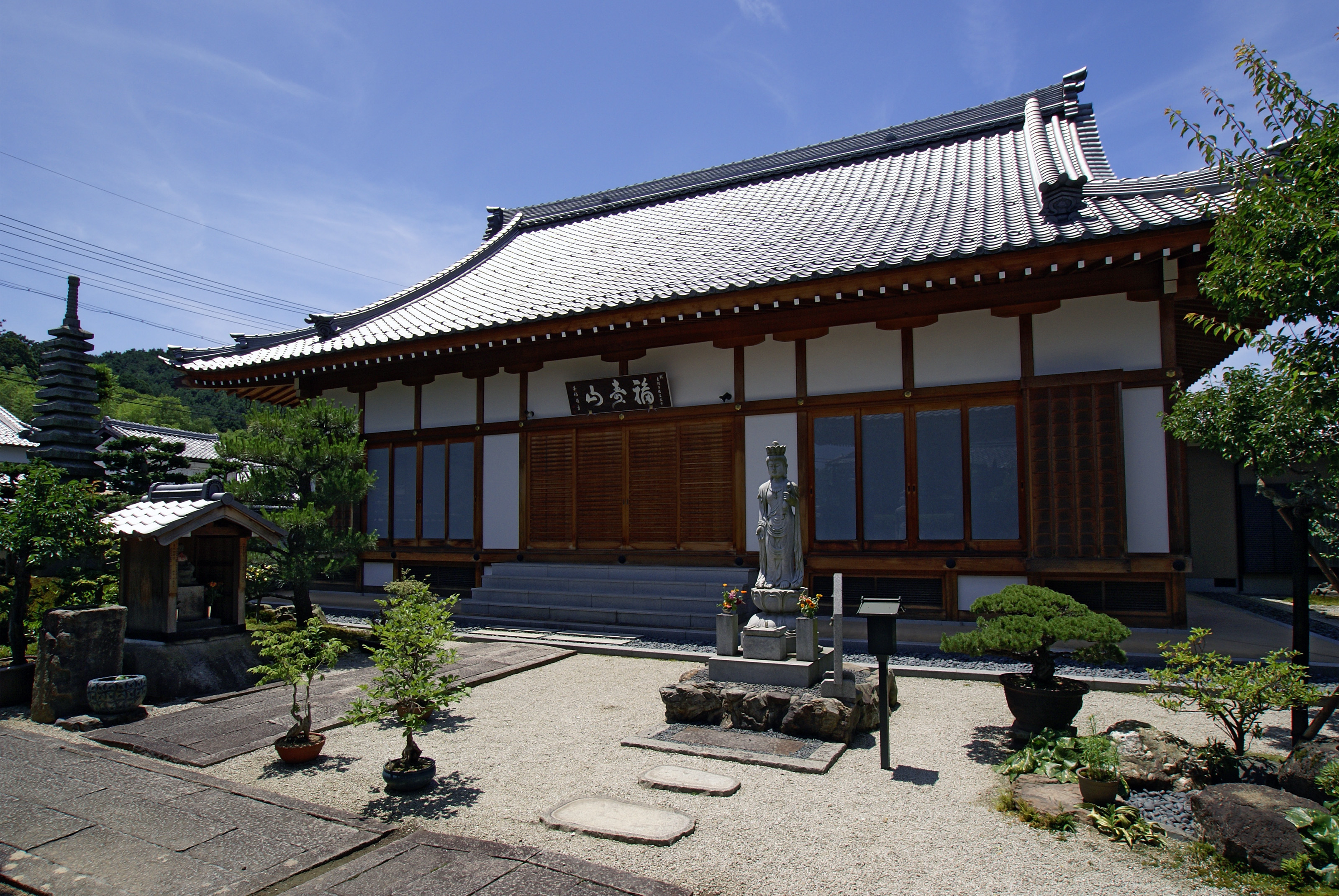
本堂（再建）

金剛寺（こんごうじ）は京都府亀岡市曽我部町穴太にある臨済宗天龍寺派の仏教寺院。山号は福寿山、開山は高峰顕日（仏国国師）、本尊は釈迦牟尼仏。金剛禅寺、応挙寺とも呼ばれる。

## 概要
鎌倉時代の1289年（正応2年）、高峰顕日（仏国国師）を開山として創建された。
現在の伽藍の原型は1738年（元文3年）の玉堂の中興による。

## 伽藍
- 山門（鐘門） - 1771年（明和8年）建立、「亀岡の自然100選」選定
- 本堂、庫裏 - 1999年（平成11年）再建
- 地蔵堂
- 十三重石塔
- 白梅 - 樹齢200年以上、「亀岡市の銘木100選」選定

## 応挙寺
1733年（享保18年）に当地で生まれた江戸時代を代表する画家円山応挙は、8歳から当寺で小僧として生活した。15歳のときに、画家の道を勧めていた住職玉堂の死を機に京都で絵を学ぶことになった。
応挙は画家として名を成した後の1788年（天明8年）に当寺に赴き、本堂6室の襖53幅と壁4面に「山水図」、「波濤図」、「群仙図」を描いた。この3作は現存し、国の重要文化財に指定されている。
2005年（平成17年）には、応挙が玉堂（第4世）を描いた水墨画の掛軸や書簡が当寺で発見されている。

## 文化財

### 重要文化財（国指定）
- 紙本淡彩波涛図　円山応挙筆 28幅、二曲一双- 3室32面の襖を掛軸（一部屏風）に改装、1904年に東京国立博物館に寄託、現本堂に復刻8面を展示
- 紙本墨画山水図　円山応挙筆 13幅 - 掛軸に改装、1904年より東京国立博物館に寄託
- 紙本淡彩群仙図　円山応挙筆 12幅 - 収蔵庫に保管、11月3日「文化の日」に公開

## 所在地
〒621-0029 京都府亀岡市曽我部町穴太宮垣内43 

## 交通アクセス
- JR嵯峨野線 亀岡駅 から京阪京都交通バスで20分、「おばた橋」下車　徒歩2分

## 周辺情報
- 穴太寺（西国三十三箇所21番札所）（徒歩4分）
- 小幡神社（徒歩1分）
- 楽々荘